# Dreher Jenő
Dreher Jenő (eredeti neve: Eugen Anton Dreher; teljes nevén: Dréher Jenő Antal Ferenc, Schwechat, Alsó-Ausztria, 1872. július 15. – Budapest, 1949. január 19.) gyáriparos, földbirtokos, Dreher (II.) Antal (1849–1921) fia. A családi céget ő tette világhírűvé az 1930-as években.

## Családja
Dreher Antal és Meichl Katalin Leopodina Mária fiaként született. 1898. október 28-án Budapesten, a Terézvárosban feleségül vette a hat évvel fiatalabb Haggenmacher Berta Lujzát.

## Életpályája
Édesapja, ifj. Dreher Antal a három fia közül Dreher Jenőre bízta a kőbányai gyár (ma: Dreher Sörgyárak Zrt.) irányítását, amely 1905-ben részvénytársasággá, majd 1907-ben az anyavállalattól független magyar céggé vált. Dreher Jenő sorra részesedést vásárolt a versenytársak, a Haggenmacher Kőbányai és Budafoki Rt., a Barber és Klusemann Serfőzőházból, illetve az 1867-ben alakult Első Magyar Részvény Serfőzde Rt. tulajdonából. Ezen cégek egyesüléséből jött létre 1923-ban a Dreher Kombinát (az ú.n. Concentráció), amely 1928-ban beolvasztotta a kanizsai Király Serfőzde Rt.-t is.
A Concentráció tagvállalatai 1923 óta közösen adták ki mérlegeiket, azonban még külön-külön szerepeltek az egyes tagok mérlegei. olyan módon is megerősítették a  Concentráció tagjai közötti kapcsolatokat, hogy az Első Magyar Részvényserfőzde Rt. felemelte az alaptőkéjét, és új részvényeket bocsátott ki a másik két tagtársaság részvényeinek becserélése érdekében. Ezzel egyidejűleg a másik két vállalat elővételi jogot kapott az Első Magyar Részvényserfőzde Rt. új részvényeire. Mindezt személyi összefonódás is kísérte: ugyanazok a személyek vettek részt a három részvénytársaság igazgatóságában. Ez abból is következett, hogy Dreher Jenő és Haggemnacher Berta Lujza (Lilly) 1898. évi házasságkötését követően a Dreherek és a Haggenmacherek kölcsönösen részt vettek egymás üzleteiben. 
A Dreher-Haggenmacher Első Magyar Részvényserfőzde Rt.  (1900–1950)  a söripar hatalmas konszern-vállalata 1933 decemberében jött létre. Ekkor egyesült  a Dreher Antal Serfőzdéi Rt., a Haggenmacher Kőbányai és Budafoki Sörgyárak Rt., az Első Magyar Részvényserfőzde Rt. és a Dreher– Haggenmacher Textilművek Rt.  Az egyesült cég mintegy 70%-ban uralta a piacot, míg a másik két kőbányai gyárnak - a Polgári és a Fővárosi Serfőzdének - csak 25 %-os piaci részesedése volt. 
1933-ban az egyesülés úgy történt, hogy a Dreher Antal Serfőzdéi Rt.-be beolvadt a többi vállalat. A  textilgyárat Haggenmacherék budafoki gyárában rendezték be, ahol az addigi sörtermelést megszüntették. A modernizáció (racionalizáció)  arra irányult, hogy az elődvállalatokba befektetett tőkétéket továbbra is aktivizálni lehessen, ne legyen szükség szervezetek megszüntetésére, ne kényszerüljenek a kapacitások csökkentésére. Ezt úgy érték el, hogy az épületek, berendezések és gépek egy részét más üzemekben, a sörtől eltérő termékek gyártására  használták fel. A Dreher–Haggenmacher Első Magyar Részvényserfőzde Rt. (rövidítve: DHEMRS Rt.) változatos profilú élelmiszergyártó kombináttá alakult át. A cég az 1930-as években  csokoládégyárat, konyak- és likőrgyárat, tehenészetet és tejgazdaságot működtetett; a külföldi piac inkább csak a malátája iránt érdeklődött.
A Magyar Királyi Adóhivatal 1936-ban közzétett felmérése szerint 1935-ben Dreher Jenő földbirtokos és gyáros kereste a legtöbbet, kereken 399 ezer pengőt. (Őt Chorin Ferenc, a Gyáriparosok Országos Szövetségének elnökségi tagja követte 394 ezer pengővel.) A Zentay Dezső statisztikus által összeállított adatsorok szerint 1940-ben Drehernek 649 ezer pengő jövedelem jutott egy év alatt. Ugyanakkor Dreher uradalmainak értéke szerint is a legelső volt, megelőzve József királyi herceget.
A vállalatot az államosítás során szétszabdalták.
76 éves korában hunyt el. Halálát agyvérzés okozta.